# Artur Walczak
Artur Robert Walczak ps. Waluś, Bad Boy (ur. 10 czerwca 1975 w Gnieźnie, zm. 26 listopada 2021 we Wrocławiu) – polski strongman i zawodnik mieszanych sztuk walki (MMA). Rekordzista świata siłaczy w konkurencji przejście z dwiema walizkami, każda o wadze 150 kg, na odległość 50 metrów.

## Życiorys

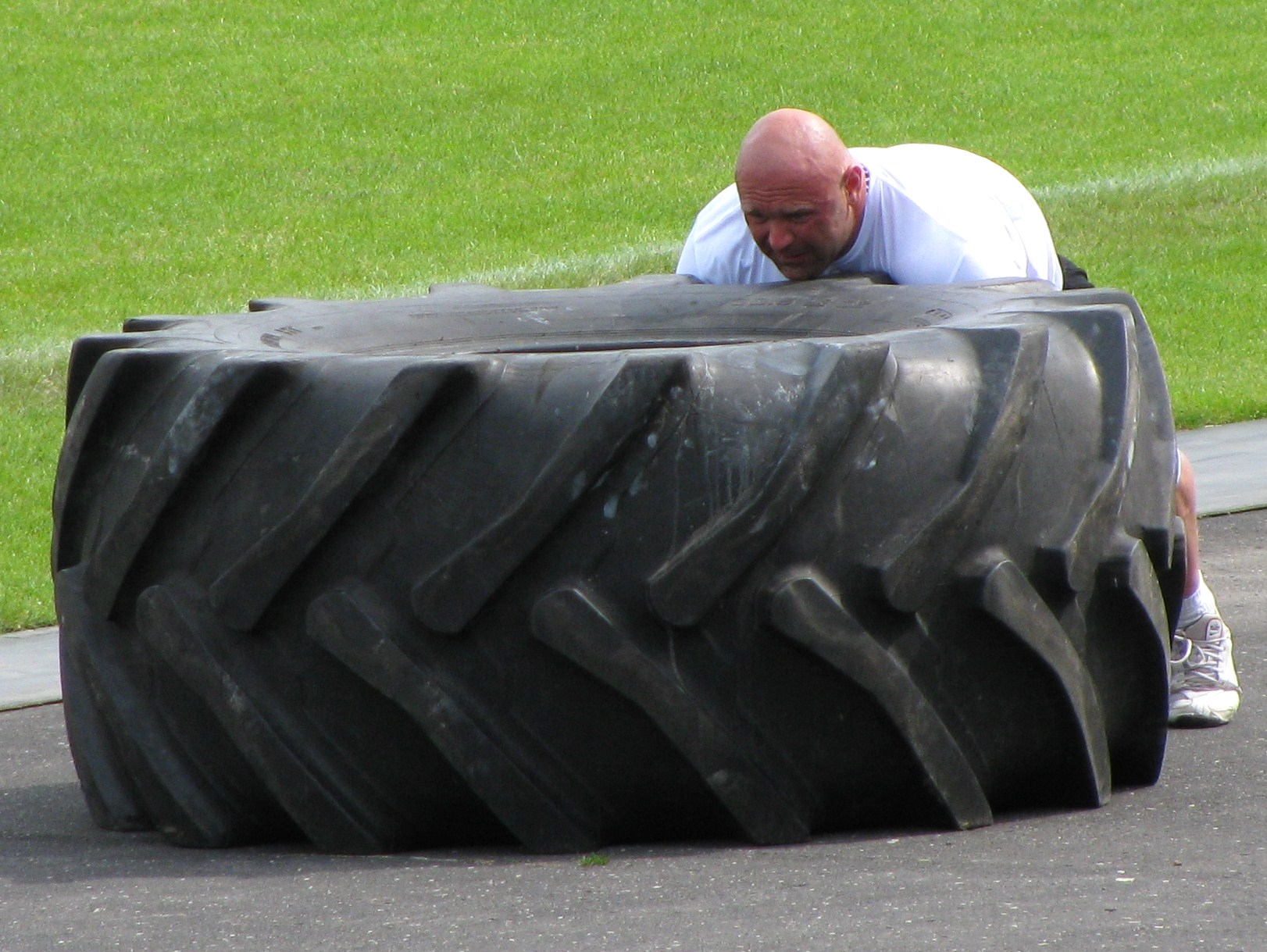
Artur Walczak jako siłacz w konkurencji przerzucanie opony

Treningi siłowe rozpoczął w 1991 roku, ćwicząc w prowizorycznej siłowni stworzonej w piwnicy bloku w rodzinnym, wielkopolskim Gnieźnie. Z czasem osiągał coraz lepsze wyniki. Trenował również w czasie odbywania dwuletniej służby wojskowej, którą zakończył w 1996 roku. Dość późno zadebiutował na zawodach siłaczy, dopiero w 2002 roku - najpierw na poziomie lokalnym, następnie regionalnym, aż w końcu krajowym. W 2006 roku wziął udział w zawodach w Dubaju, gdzie pokonał wielu doświadczonych zawodników, ustanawiając także rekord świata w tzw. spacerze farmera (z dwiema walizkami o wadze 150 kilogramów każda, na odległość 50 metrów). Zaliczał także rywalizacje w wielu krajach Europy, pokonując utytułowanych strongmanów indywidualnie lub w parze strongmanami. W 2015 roku razem z Bartłomiejem Grubbą zdobył wicemistrzostwo Polski w parach. Specjalizował się w konkurencjach dynamiczno-wytrzymałościowych.
Stoczył trzy pojedynki w kategorii ciężkiej w formule MMA (w latach 2017-2018) - po raz ostatni w oktagonie podczas gali Fame MMA 2, która odbyła się w 2018 roku. Wtedy pokonał przez nokaut innego strongmana - Piotra Czapiewskiego. W ostatnim okresie życia przeniósł się do organizacji PunchDown (federacji slapfightingu, czyli policzkowania), w której dla zwycięskich zawodników przygotowano wysokie nagrody (nagroda główna w wysokości 50 tysięcy złotych).
Sportowiec przez lata był zaangażowany w działalność charytatywną na rzecz zwierząt i dzieci.

### Śmierć
22 października 2021 roku wziął udział w gali PunchDown 5 we Wrocławiu (w pojedynkach zawodnicy na przemian uderzają się otwartą dłonią w policzek), w której stanął do walki z Dawidem Zalewskim. Po ciosie Zalewskiego został znokautowany i stracił przytomność, a po stwierdzeniu poważnego urazu głowy przewieziono go do miejscowego szpitala. Doznał wylewu krwi do mózgu, jego stan od początku był krytyczny. Był operowany i przez miesiąc znajdował się w śpiączce farmakologicznej. Zmarł 26 listopada 2021 roku w szpitalu. Przyczyną śmierci była niewydolność wielonarządowa wynikająca z nieodwracalnego uszkodzenia ośrodkowego układu nerwowego. Urna z prochami zawodnika została złożona 8 grudnia 2021 roku na cmentarzu przy ul. Witkowskiej w Gnieźnie. 

## Osiągnięcia
- 2003: wicemistrz Wielkopolski strongman[1]
- 2004: wicemistrz Wielkopolski strongman[1]
- 2004: mistrz Europy Centralnej strongman w parach (z Grzegorzem Peksą)[2]
- 2005: mistrz Wielkopolski strongman[2]
- 2006: rekordzista świata w przejściu z dwiema walizkami o wadze 150 kg każda, na odległość 50 metrów[7]
- 2015: wicemistrz Polski strongman w parach (z Bartłomiejem Grubbą)[7]

## Lista walk w MMA
| Wynik     | Bilans | Przeciwnik (bilans przed walką) | Rozstrzygnięcie            | Runda | Czas | Rozgrywki                   | Data       | Miejsce          | Uwagi                       |
| --------- | ------ | ------------------------------- | -------------------------- | ----- | ---- | --------------------------- | ---------- | ---------------- | --------------------------- |
| Wygrana   | 2-1    | Piotr Czapiewski (0-0)          | TKO (uderzenie w stójce)   | 1     | 2:22 | Fame 2: Rafonix vs. Magical | 13.10.2018 | Poznań           |                             |
| Wygrana   | 1-1    | Ireneusz Strawa (0-1)           | TKO (uderzenia w parterze) | 2     | 3:02 | Slugfest 12                 | 28.10.2017 | Wągrowiec        | Co-Main Event               |
| Przegrana | 0-1    | Filip Stawowy (0-0)             | KO (uderzenia w stójce)    | 1     | 4:03 | Slugfest 10                 | 11.03.2017 | Murowana Goślina | Debiut w MMA. Co-Main Event |